# Nordmaling (gemeente)
Nordmaling is een Zweedse gemeente in Ångermanland. De gemeente behoort tot de provincie Västerbottens län. Ze heeft een totale oppervlakte van 2488,7 km² en telde 7511 inwoners in 2004.

## Plaatsen
- Nordmaling (plaats)
- Rundvik
- Lögdeå
- Gräsmyr
- Nyåker
- Håknäs
- Norrfors
- Brattfors
- Aspeå
- Mullsjö
- Olofsfors
- Sunnansjö

Bjurholm ·
Dorotea ·
Lycksele ·
Malå ·
Nordmaling ·
Norsjö ·
Robertsfors ·
Skellefteå ·
Sorsele ·
Storuman ·
Umeå ·
Vilhelmina ·
Vindeln ·
Vännäs ·
Åsele